# La Chapelle-en-Valgaudémar
La Chapelle-en-Valgaudémar is een gemeente in het Franse departement Hautes-Alpes (regio Provence-Alpes-Côte d'Azur). De plaats maakt deel uit van het arrondissement Gap. La Chapelle-en-Valgaudémar telde op 1 januari 2022 114 inwoners.

## Geografie
De oppervlakte van La Chapelle-en-Valgaudémar bedroeg op 1 januari 2022 108,02 vierkante kilometer; de bevolkingsdichtheid was toen 1,1 inwoners per km².
De onderstaande kaart toont de ligging van La Chapelle-en-Valgaudémar met de belangrijkste infrastructuur en aangrenzende gemeenten.

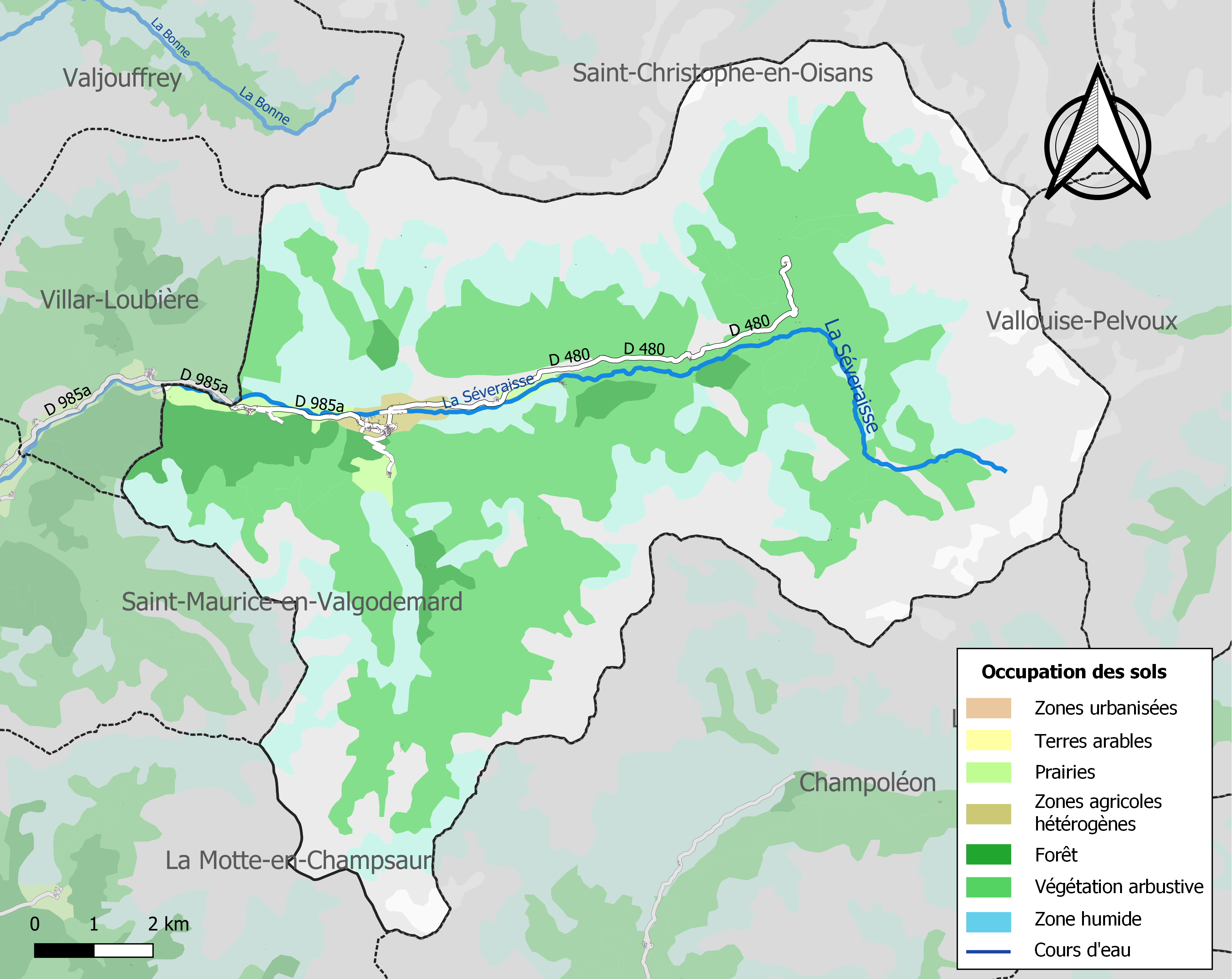

## Demografie
Onderstaande figuur toont het verloop van het inwonertal (bron: INSEE-tellingen).
Vanwege een beveiligingsprobleem met de MediaWiki Graph-software is het momenteel niet mogelijk deze grafiek weer te geven. Zodra de software is bijgewerkt zal de grafiek vanzelf weer zichtbaar worden.

## Afbeeldingen

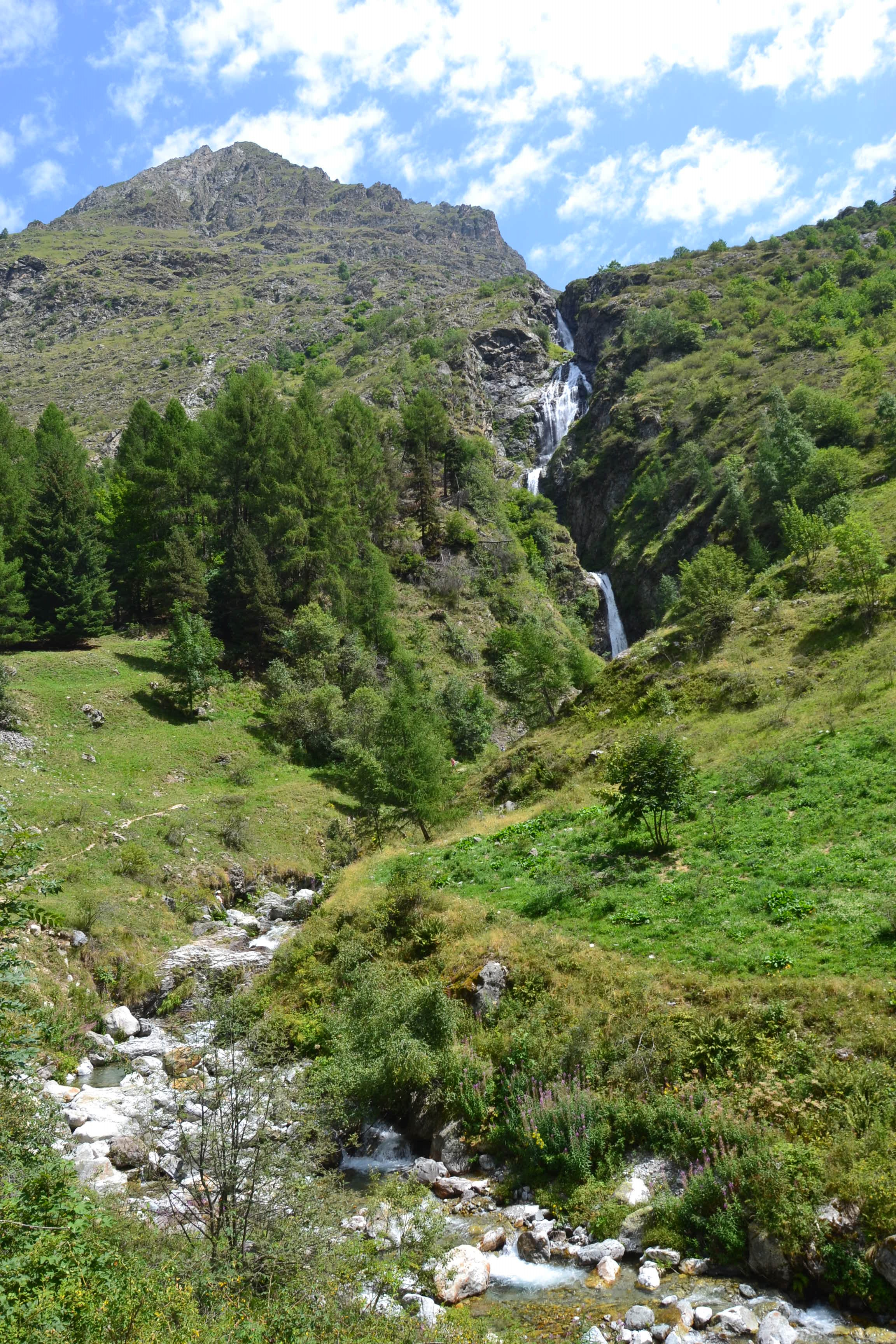
De Cascade du Buchardet, ten zuiden van het dorp
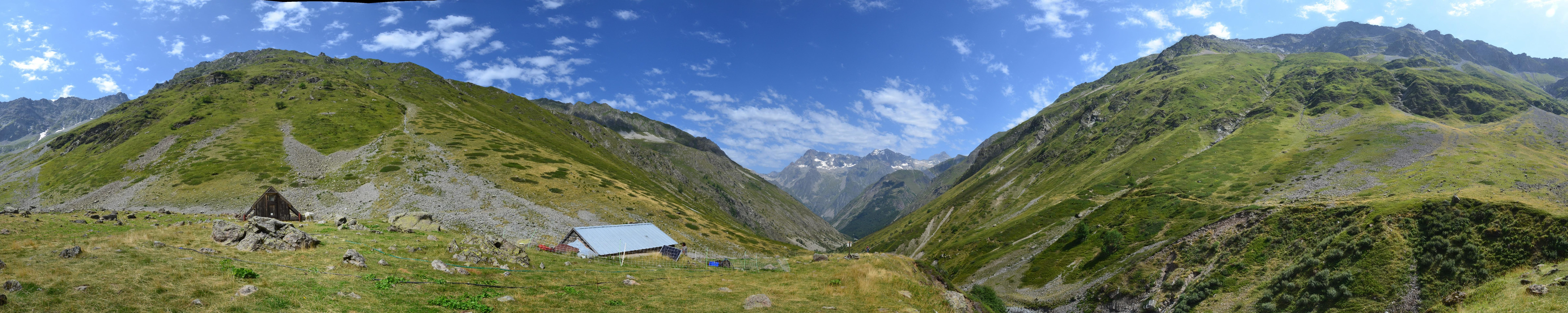
Gezicht vanaf l'Aup in noordelijke richting
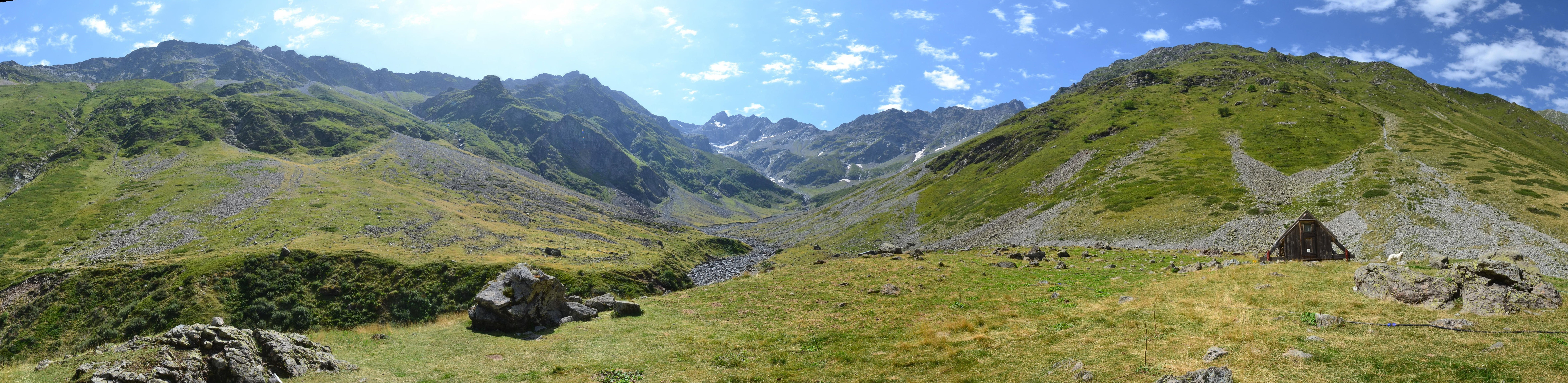
Gezicht vanaf l'Aup in zuidelijke richting